# Cách nhiệt

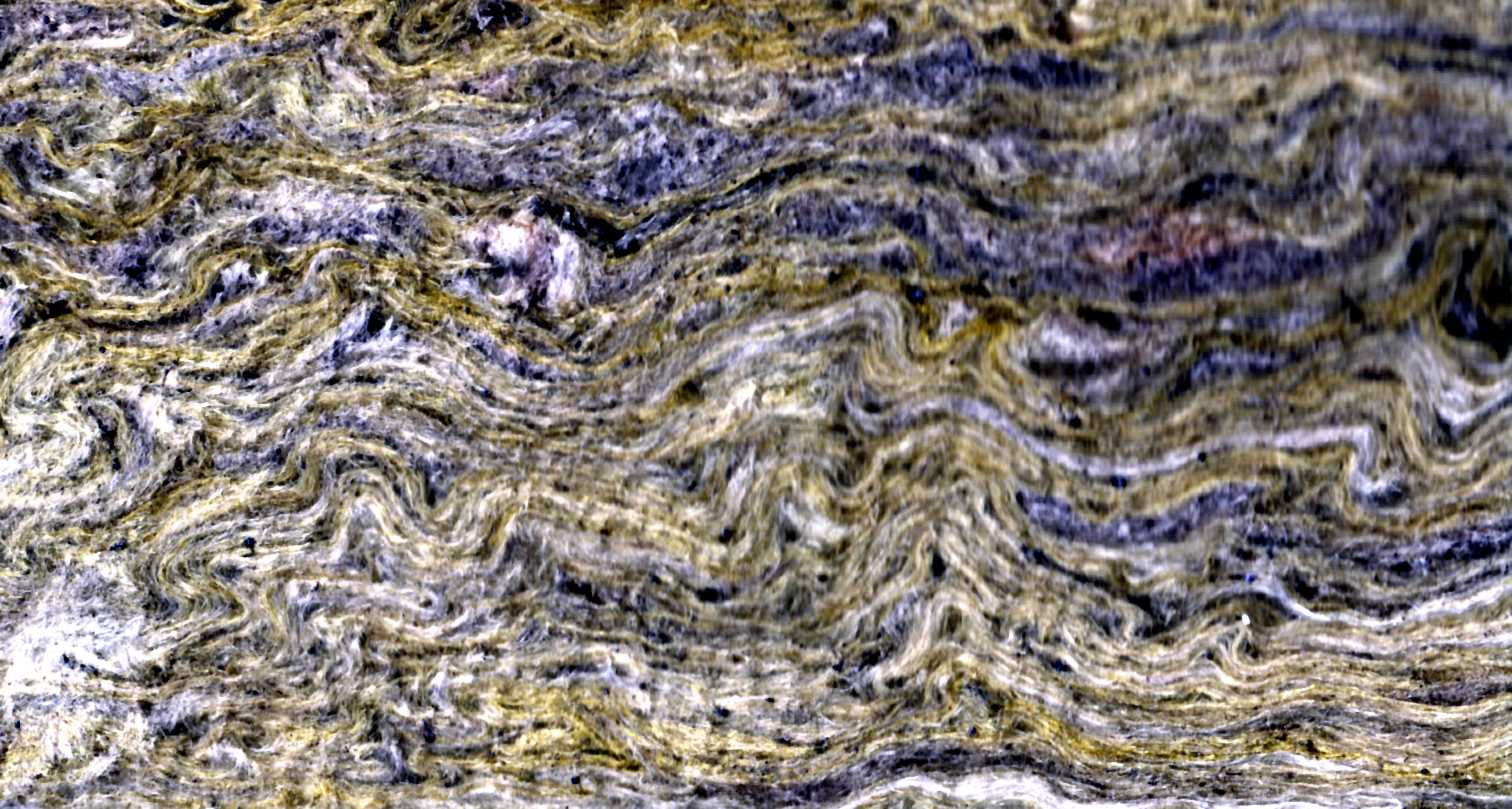
Bông khoáng cách nhiệt, chụp trên máy quét 1600 dpi

Cách nhiệt là sự giảm truyền nhiệt (tức là sự truyền nhiệt năng giữa các vật có nhiệt độ khác nhau) giữa các vật tiếp xúc với nhiệt hoặc trong phạm vi ảnh hưởng bức xạ. Cách nhiệt có thể đạt được bằng các phương pháp hoặc quy trình được thiết kế đặc biệt, cũng như với hình dạng và vật liệu thích hợp.
Dòng nhiệt là hệ quả tất yếu của sự tiếp xúc giữa các vật có nhiệt độ khác nhau. Cách nhiệt cung cấp một vùng cách nhiệt, trong đó sự dẫn nhiệt bị giảm hoặc bức xạ nhiệt bị phản xạ thay vì bị hấp thụ bởi vật có nhiệt độ thấp hơn.
Khả năng cách nhiệt của vật liệu được đo bằng nghịch đảo của độ dẫn nhiệt (k). Độ dẫn nhiệt thấp tương đương với khả năng cách nhiệt cao (Giá trị R). Trong kỹ thuật nhiệt, các tính chất quan trọng khác của vật liệu cách nhiệt là mật độ sản phẩm (ρ) và nhiệt dung riêng (c).

## Định nghĩa
Độ dẫn nhiệt k được đo bằng watt -trên mét trên kelvin (W·m−1·K−1 hoặc W/m/K). Điều này là do truyền nhiệt, được đo bằng công suất, đã được tìm thấy là (gần đúng) tỷ lệ với
- chênh lệch nhiệt độ {\displaystyle \Delta T}
- diện tích bề mặt tiếp xúc nhiệt {\displaystyle A}
- nghịch đảo của độ dày của vật liệu {\displaystyle d}

Từ điều này, nó kéo theo công của sự mất nhiệt {\displaystyle P} được tính theo {\displaystyle P={\frac {kA\,\Delta T}{d}}}
Độ dẫn nhiệt phụ thuộc vào vật liệu và đối với chất lỏng, nhiệt độ và áp suất của nó. Đối với mục đích so sánh, độ dẫn nhiệt trong điều kiện tiêu chuẩn (20 °C ở 1 atm) thường được sử dụng. Đối với một số vật liệu, độ dẫn nhiệt cũng có thể phụ thuộc vào hướng truyền nhiệt.
Hành động cách nhiệt được thực hiện bằng cách bọc một vật bằng vật liệu có độ dẫn nhiệt thấp với độ dày cao. Giảm diện tích bề mặt tiếp xúc cũng có thể làm giảm truyền nhiệt, nhưng lượng này thường được cố định bởi hình dạng của vật thể cần cách nhiệt.
Cách nhiệt nhiều lớp được sử dụng khi tổn thất bức xạ chiếm ưu thế hoặc khi người sử dụng bị hạn chế về khối lượng và trọng lượng của cách nhiệt (ví dụ Chăn khẩn cấp, rào chắn bức xạ)